# Naim Uludoğan
Naim Uludoğan (* 1911 in Shkodra, Albanien; † 18. Dezember 2010 in İstanbul)  war ein türkischer Offizier und Maler, der in der Tradition der türkischen Militärmaler steht.

## Leben und Werk
Uludoğan besuchte in Bursa die Grundschule, bevor er das militärische Gymnasium besuchte. Dort erhielt er auch ersten Malunterricht von Sami Yetik. 1933 machte er seinen Abschluss an der Militärakademie im Dienstrang eines Leutnants der Infanterie. 1938 arbeitete er im Rang eines Oberleutnants in der Landkartenabteilung der Streitkräfte. 1947 wurde er Mitglied im Verein der Soldatenmaler. Im selben Jahr nahm er in einer Gruppenausstellung im Offizierskasino von Ankara teil. Dann wurde er Zeichenlehrer an militärischen Bildungseinrichtungen, bis er 1950 in Pension ging. 1952 nahm er an einer Gruppenausstellung in Konya teil, die von der Stadtgemeinde organisiert wurde. Zwischen 1965 und 1980 erlangte er in der Türkei Bekanntheit durch seine unter dem Konzept Vater Tochter gehaltenen Ausstellungen, in denen gemeinsam mit seiner Tochter Ülkü Uludoğan beider künstlerisches Schaffen präsentiert wurde. Außer in der Türkei gab es auch in Frankfurt, Köln, Hannover und Kassel Ausstellungen, die unter diesem Motto standen, ebenso in Rumänien. Zum hundertsten Geburtstag Atatürks veranstaltete das Kulturministerium eine Einzelausstellung Uludoğans im Ethnografischen Museum von Ankara. 1982 wurden seine Bilder im Rahmen einer Gruppenausstellung der Sammlung der türkischen İş-Bank in London gezeigt. 1983 hatte er eine Ausstellung in Adana und im gleichen Jahr wurden seine Bilder im Rahmen von Gruppenausstellungen der Sammlung Urart in Bahrain, Dubai und Abu Dhabi gezeigt. 1991 gab es in der Kunstgalerie der Destek Reasürans noch einmal eine Vater Tochter Ausstellung... Uludoğan lebt heute in Istanbul.
Im Laufe seiner Malerkarriere hielt Uludoğan auch eine Vielzahl von Ausstellungen für wohltätige Zwecke ab. Weniger bekannt ist seine Tätigkeit als Bildhauer. Auch hier hatte er Erfolge zu verbuchen, so wurden mehrere seiner Statuen öffentlich ausgestellt, unter anderem auf Zypern...
Dauerhaft lassen sich Werke Uludoğans im Museum für Kunst in Ankara besichtigen.

## Preise und Auszeichnungen
- 1952 2. Platz eines Malwettbewerbs der Gemeinde Konya
- 1982 3. Platz vom 2. Atatürk Malwettbewerb, abgehalten von Türkisch Petroleum
- 1984 erhielt er vom Türkischen Kulturministerium eine Auszeichnung für seinen Dienst an der Türkischen Kunst.
- 1988 erhielt er von der Großgemeinde Istanbul die Auszeichnung für 50 Jahre Dienst für die Kunst.
- 1991 erhielt er die Oyak Plakete.
- 1991 GESAM Auszeichnung für seine Errungenschaften für die türkische Kultur und Kunst
- 1991 Ehrenpreis des Vereins Plastischer Kunst